# Lotus-du-Siècle (métro de Foshan)
Pour l’article homonyme, voir Centre sportif Lotus-du-Siècle.
Lotus-du-Siècle (chinois simplifié : 世纪莲 ; chinois traditionnel : 世紀蓮, en anglais : Shijilian) est une station de passage de la ligne Guangfo des métros de Foshan et de Canton. Elle est située à l'intersection des voies routières Yuhe  et Jixiang , dans le district de Shunde, au sud de la rivière Dongping (zh) sur le territoire de la ville Foshan, province Guangdong, en Chine. Elle dessert notamment le Centre sportif Lotus-du-Siècle à proximité.
Mise en service en 2016, elle est desservie par les rames qui circulent sur la ligne Guangfo (GF).

## Situation sur le réseau

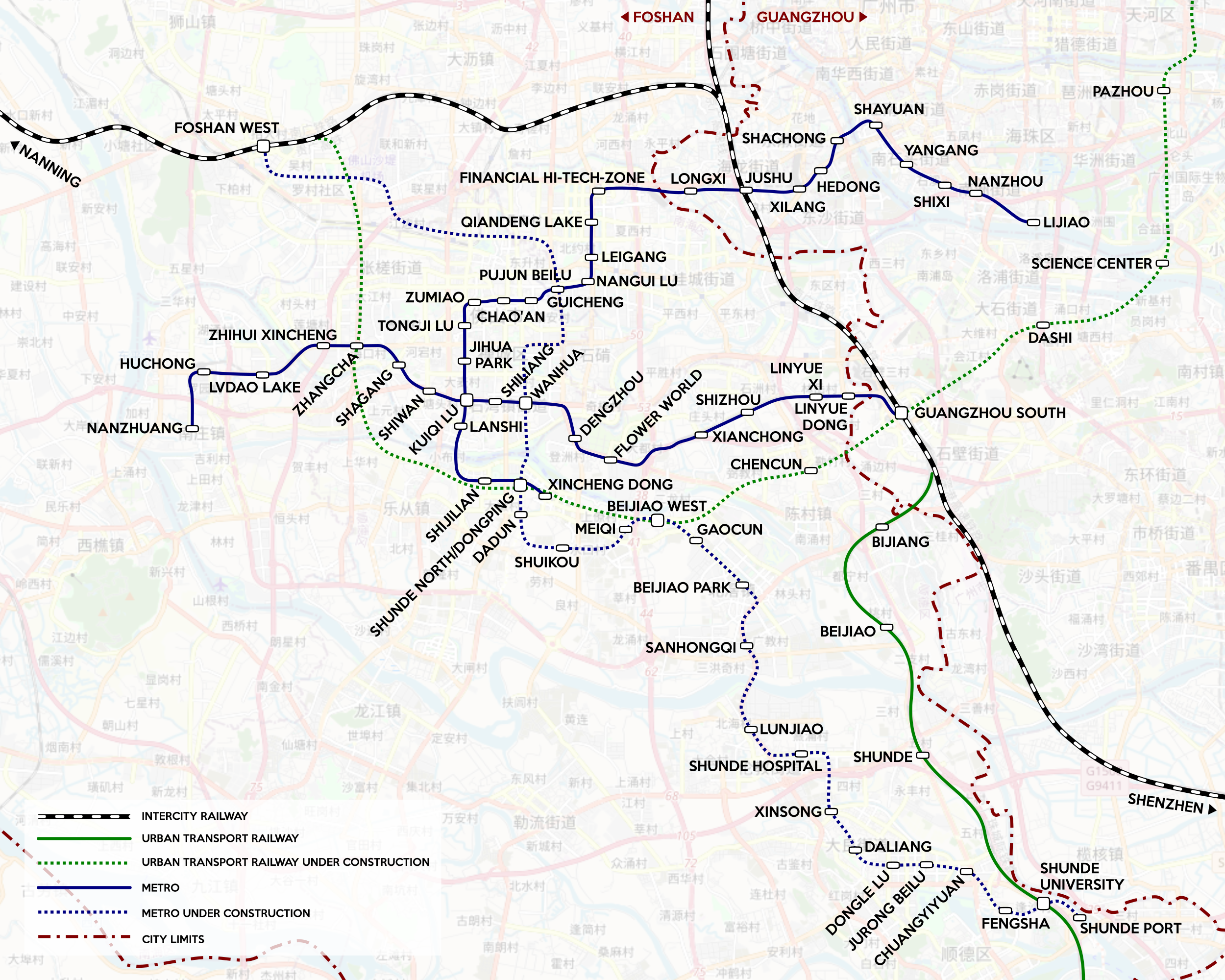
Plan du réseau du métro, en 2022.

Établie en souterrain, la station Lotus-du-Siècle, est une station de passage de la ligne Guangfo des métros de Foshan et de Canton : elle est située entre la station Dongping, en direction du terminus sud-ouest Nouveau centre-ville de l’est et la station Lanshi (zh), en direction du terminus nord-est Lijiao (zh),.

## Histoire
La station Lotus-du-Siècle est mise en service le 28 décembre 2016 lors de l'ouverture à l'exploitation, des 6,7 km de la section de Route Kuiqi à Nouveau centre-ville de l’est de la ligne Guangfo des métros de Foshan et de Canton,,

## Services aux voyageurs

### Accès et accueil
La station souterraine est situées sous l'intersection des voies routières Yuhe  et Jixiang , dans le district de Shunde. 
La station dispose de cinq bouches nommées A, B, C, D et E : la bouche A, équipée d'escaliers mécaniques, d'un ascenseur et d'un cheminement podotactile, est établie sur la voie Huakang, elle dessert notamment le Centre sportif Lotus-du-Siècle et le Centre de la science de Fóshān ; la bouche B, équipée d'escaliers mécaniques est établie sur les voies Yuhe et Xinle  ; la bouche C, équipée d'escaliers mécanique, est située sur la voie Jí’ān ; la bouche D, est équipée d'escaliers mécaniques et d'un cheminement podotactile ; la bouche E, située sur les voies Yue Wo et Yuhe, dessert notamment le parc de Foshan, la bibliothèque municipale de Foshan et le centre culturel municipal de Foshan. 

Autres bouches
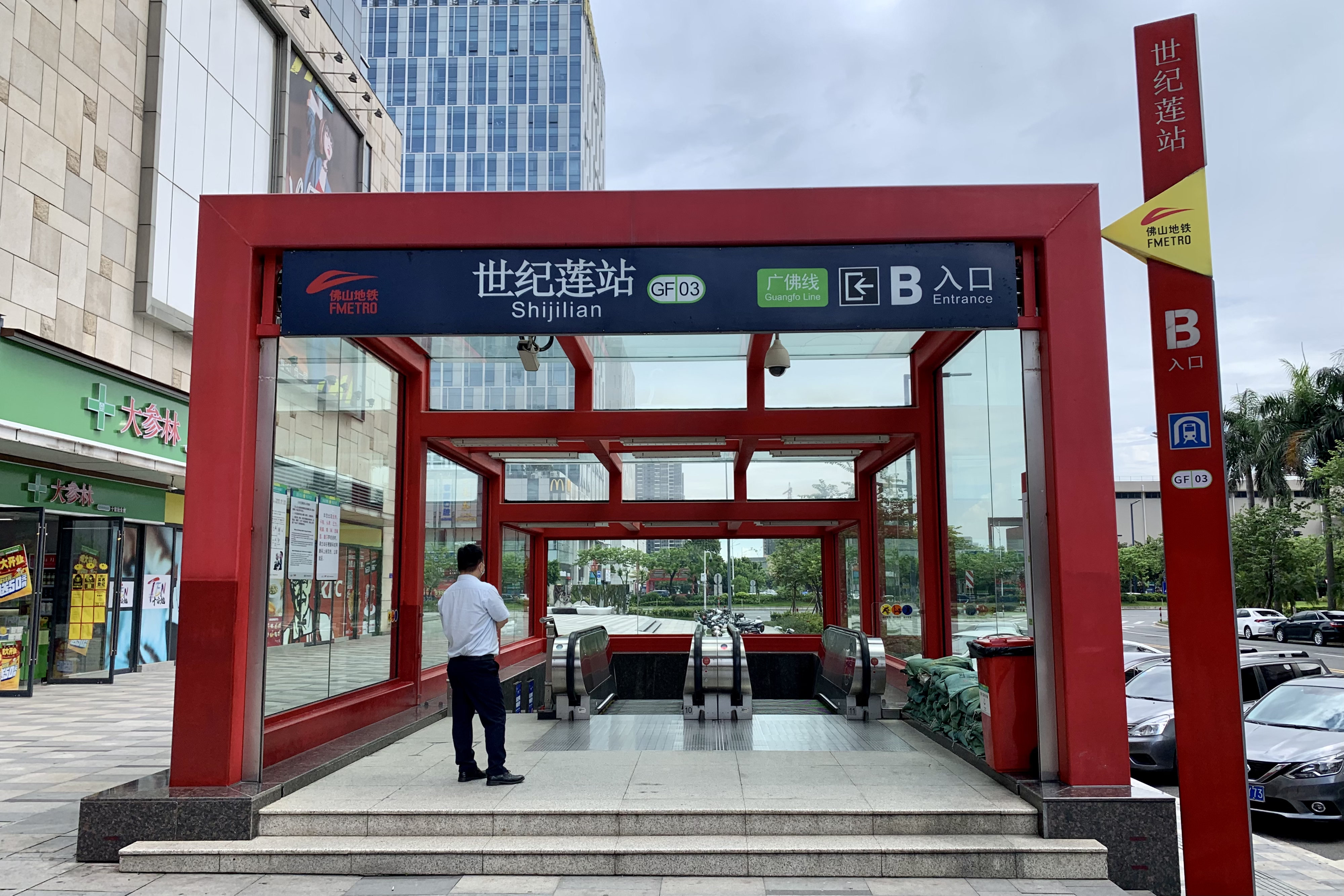
Bouche B, en 2021.
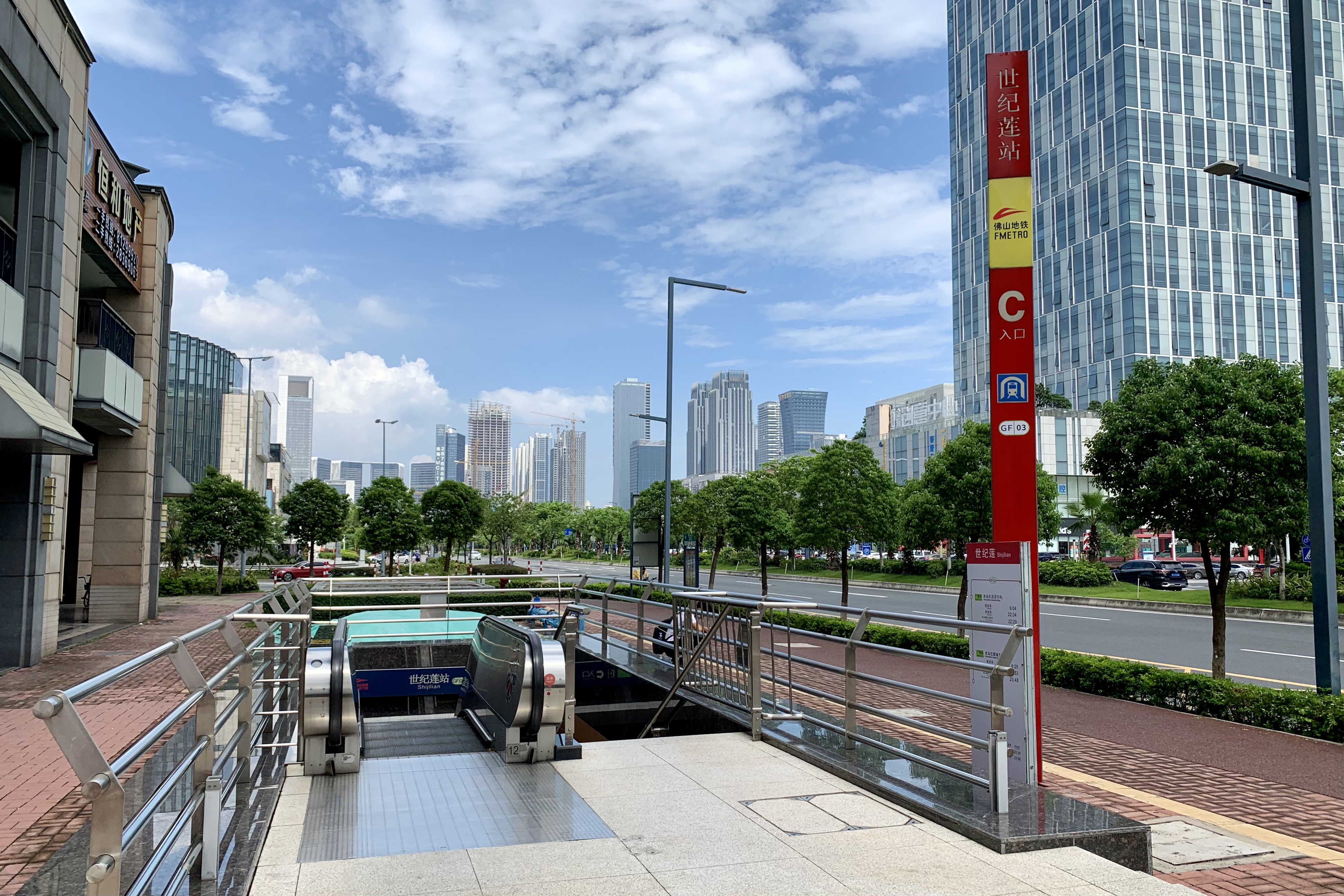
Bouche C, en 2021.

### Desserte
Lotus-du-Siècle est équipée d'un quai central encadré par les deux voies de la ligne. Elle est desservie par les rames qui circulent sur la ligne ligne Guangfo

Installations
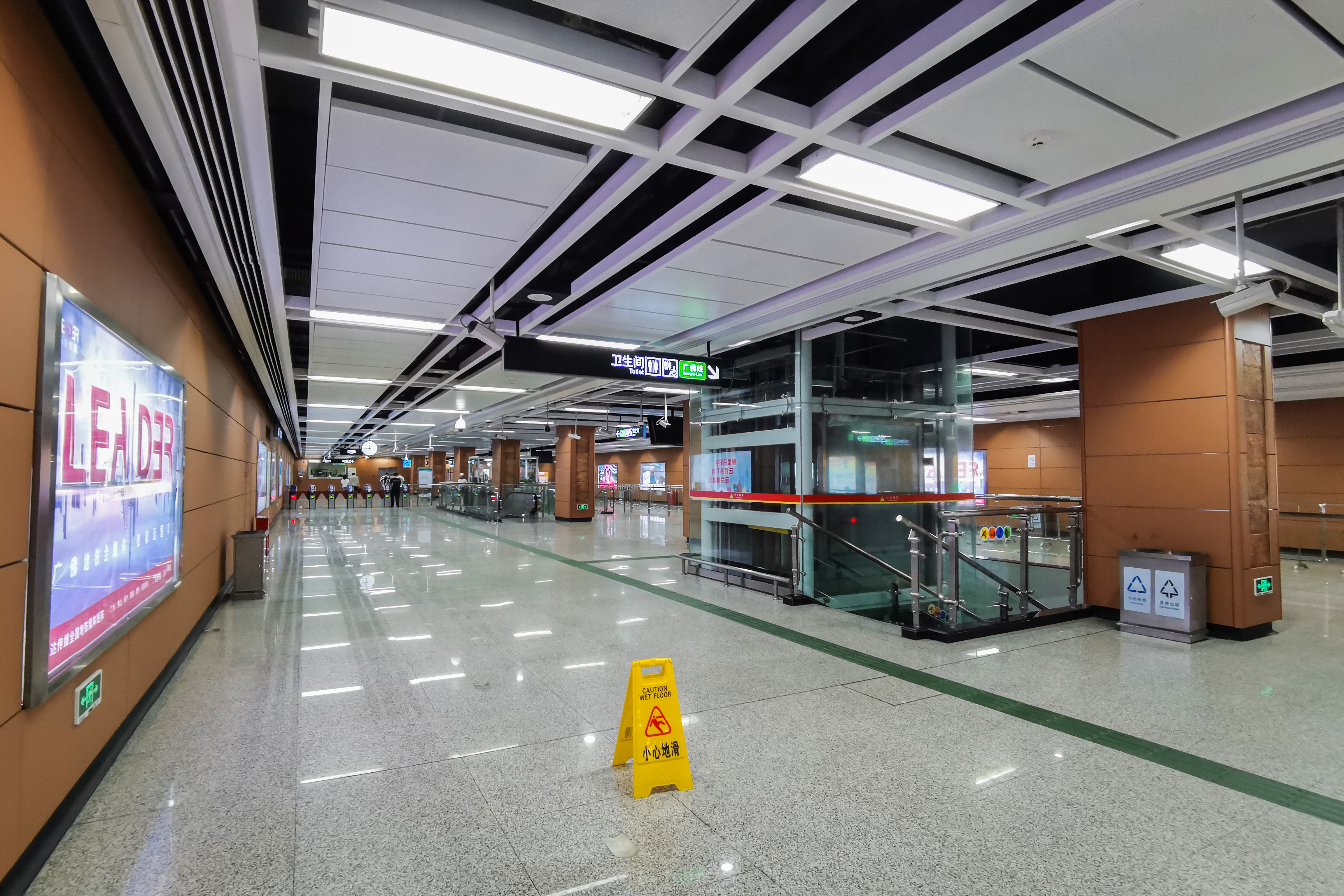
En 2020.
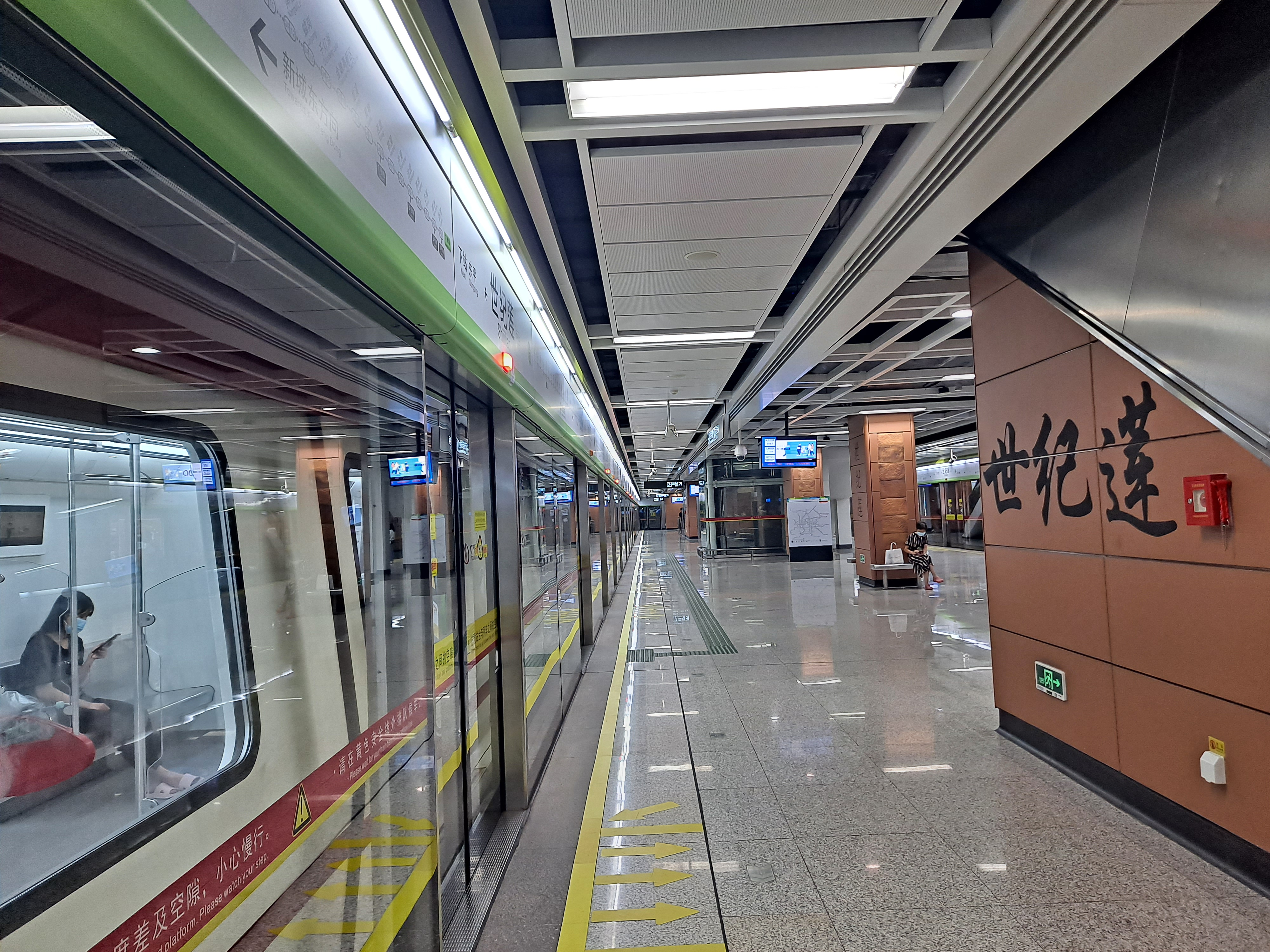
En 2022.

### Intermodalité
Des arrêts de bus sont situés à proximité.